# 1921 în științifico-fantastic
- 1920 în științifico-fantastic — 1921 în științifico-fantastic — 1922 în științifico-fantastic

1921 în științifico-fantastic a implicat o serie de evenimente:

## Nașteri și decese

### Nașteri
- Wolfgang Altendorf (d. 2007)
- Alan Burt Akers, Pseudonimul lui Kenneth Bulmer (d. 2005)
- James Blish (d. 1975)
- Kenneth Bulmer (d. 2005)
- F. M. Busby (d. 2005)
- Vladimir Colin (d. 1991)
- Alfred Coppel (d. 2004)
- Carol Emshwiller (d. 2019)
- Richard Groß (d. 1968)
- Ferenc Karinthy (d. 1992)
- Hans Joachim von Koblinski
- Heinz G. Konsalik (d. 1999)
- Peter Theodor Krämer (d. 1999)
- Stanisław Lem (d. 2006)
- Charles Eric Maine, Pseudonimul lui David McIlwain (d. 1981)
- Francis G. Rayer (d. 1981)
- Gene Roddenberry (d. 1991)
- Mordecai Roshwald (d. 2015)
- Arthur Sellings (d. 1968)
- Peter Theodor (Pseudonimul lui Peter Krämer) (d. 1999)

### Decese
- Oskar Panizza (n. 1853)
- Conrad Wilbrandt (n. 1832)

## Cărți

### Romane
- The Blind Spot de Austin Hall și Homer Eon Flint în revista Argosy
- Sluneční vůz (Mașina soarelui) de Karla Hloucha

## Filme
| Titlu             | Regizor      | Distribuție                                              | Țara     | Sub-Gen /Note |
| ----------------- | ------------ | -------------------------------------------------------- | -------- | ------------- |
| L'uomo meccanico  | Andre Deed   | Gabriel Moreau, Valentina Frascaroli, Fernando Vivas-May | Italia   |               |
| Die Blitzzentrale | Valy Arnheim | Valy Arnheim, Victor Colani, Marga Lindt                 | Germania | [ 2 ]         |
|                   |              |                                                          |          |               |